# Torkham
Torkham (em urdu:  طورخم; em pastó: تورخم; romanizado: tūrxam) é uma importante passagem de fronteira entre a cidade paquistanesa de Torkham e o Afeganistão. Está localizada ao longo da Grande Estrada Principal, na fronteira internacional entre os dois países. Ela conecta a província de Nangarhar, no Afeganistão, com a província de Khyber Pakhtunkhwa, no Paquistão. É o porto de entrada mais movimentado entre os dois países, servindo como um importante local de transporte, remessa e recebimento.
A Rodovia 7 conecta Torkham a Cabul através de Jalalabad. No lado paquistanês, a passagem de fronteira fica no final da Rodovia Nacional N-5, que a conecta a Pexauar, no leste, através do Passo Khyber, e a conecta ainda a Islamabad por outras rotas.
A Polícia de Fronteira Afegã e o Corpo de Fronteira do Paquistão são as principais agências de controle de Torkham. Eles são apoiados pelas Forças Armadas de ambos os países. Torkham pertence ao distrito de Momand Dara, na província de Nangarhar.
Em 15 de agosto de 2021, Torkham foi tomada por combatentes do Talibã, tornando-se a segunda passagem de fronteira com o Paquistão a ser capturada pelo Talibã como parte de uma ofensiva mais ampla do Talibã em 2021, após a Retirada das tropas americanas no Afeganistão (2020–2021). Como resposta, o Paquistão fechou temporariamente a passagem de fronteira.

## História
O local tem sido usado ao longo da história por caravanas afegãs e turcas, incluindo exércitos em marcha de poderosos impérios. A maioria deles estava a caminho do norte da Índia, passando por Pexauar e depois por Laore. Algumas das figuras históricas regionais conhecidas que se acredita terem passado por Torkham são Chandragupta Máuria, Xuanzang, Jaiapala, Albiruni, ibne Batuta, Babur, Humaium, Nader Xá, Amade Xá Durrani, Zamã Xá Durrani, Doste Maomé Cã e Aquebar Cã.
Durante grande parte do século passado, houve propostas para estender o (extinto) serviço ferroviário Khyber ao Afeganistão e possivelmente além, passando por Jalalabade. Em 2010, o Paquistão e o Afeganistão assinaram um Memorando de Entendimento (MoU) para prosseguir com a construção de trilhos ferroviários entre os dois países. O trabalho no projeto proposto deveria começar em 2010.
Em novembro de 2001, o New York Times informou que Torkham é a cidade natal de Hajji Ali. Ali era um líder da milícia anti-Talibã que tomou o poder depois que o Talibã recuou. Foi relatado que Hajji Ali uniu forças com dois outros líderes da milícia, Mawlawi Yunis Khalis e Ezatullah, para estabelecer um governo provisório regional.
Do lado paquistanês, Torkham fica no final da Rodovia Nacional N-5. Ele está conectado à cidade de Pexauar, no leste. As mercadorias transportadas chegam a Torkham da cidade portuária de Carachi, na província de Sinde. Torkham fica 5 km a oeste do cume do Passo Khyber. Encontra-se na rota de abastecimento mais importante para as forças da OTAN lideradas pelos EUA, que estavam no Afeganistão até agosto de 2021. O governo do Paquistão às vezes bloqueia suprimentos devido ao uso americano de ataques de drones no Paquistão.
Em abril de 2006, a Polícia da Fronteira Afegã começou a exigir que os viajantes que cruzassem a fronteira em Torkham possuíssem documentos de viagem válidos.
O Paquistão concluiu a construção do portão de fronteira, terminal de passagem e outras infraestruturas associadas em seu lado da fronteira de Torkham em julho de 2016. O portão da fronteira foi nomeado como Bab-i-Paquistão e o terminal de passagem foi nomeado "Shaheed Major Ali Jawad Changezi terminal" depois que o oficial perdeu a vida em escaramuças contra as forças de segurança afegãs na mesma fronteira e nos confrontos que resultaram da construção deste mesmo portão. A cerimônia de entrega da bandeira começou, assim como na fronteira de Wagah com a Índia. Agora ninguém terá permissão para cruzar a fronteira sem a documentação adequada para verificar a infiltração de terroristas do Afeganistão no Paquistão. O trabalho na construção do portão e instalações associadas começou em 2014, mas continuou sendo adiado por causa das reservas afegãs e confrontos abruptos. O Paquistão planeja ter medidas de controle de fronteira semelhantes em todos os seis principais pontos de passagem entre os dois países nos 2.600 km de extensão da fronteira.

## Clima
Com influência do clima de estepe local, Torkham apresenta um clima semiárido quente (Köppen BSh). A temperatura média em Torkham é 20,3°C, enquanto a precipitação média anual é de 407 milímetros. Junho é o mês mais seco com uma precipitação média de 8 mm, enquanto o mês mais chuvoso é março, com média de 82 mm de precipitação.
Junho é o mês mais quente do ano com temperatura média de 31,0°C. O mês mais frio janeiro tem uma temperatura média de 8,4°C.